# Янчар, Тадеуш
Таде́уш Я́нчар (пол. Tadeusz Janczar), настоящая фамилия — Му́сял (пол. Musiał; 25 апреля 1926, Варшава — 31 октября 1997, там же) — польский актёр театра и кино.

## Биография
Во время Второй мировой войны сражался с оккупантами в рядах польской подпольной Армии Крайовой. Участник Варшавского восстания 1944 г. Позже был фронтовым артистом в 1-й польской пехотной дивизии.
В 1947 г. окончил драматическую школу, получил актерский диплом, играл на сцене Театра Дома Войска Польского им. Костюшко. Позже служил в театральных коллективах Ольштына, Лодзи и столичных театрах — Powszechny и Narodowy. Выступал на радио.
Выпускник Вы́сшей Госуда́рственной шко́лы кинемато́графа, телеви́дения и теа́тра в Лодзи. Один из ведущих актеров польской школы кино.
В кино дебютировал в 1952 г. Сотрудничал с создателями польского послевоенного кинематографа — A. Вайдой, A. Мунком.
Ролью принесшей Янчару популярность стал подхорунжий «Баркас» в фильме Вайды «Канал» (1957).
Жена актриса Малгожата Лёрентович-Янчар.

## Фильмография
- 1953 — Солдат Победы / Żołnierz zwycięstwa — солдат Франек
- 1953 — Приключение на Мариенштате / Przygoda na Mariensztacie — член ансамбля песни и пляски
- 1953 — Пятеро с улицы Барской / Piątka z ulicy Barskiej — Кашек Спокорный
- 1953 — Поколение / Pokolenie — Ясь Кроне
- 1954 — Карьера / Kariera — Витек
- 1956 — Канал / Kanał — подхорунжий «Баркас»
- 1957 — Эроика / Eroica — Анджей
- 1958 — Прощания / Pożegnania — Павел
- 1959 — Косоглазое счастье / Zezowate szczęście — подхорунжий Савицкий
- 1961 — Нефть / Nafta — Сурмач
- 1962 — Завтра премьера / Jutro premiera — Роман Виттинг, сценограф
- 1962 — Девушка из хорошей семьи / Dziewczyna z dobrego domu — Тадеуш Локетек
- 1965 — День последний, день первый / Dzień ostatni, dzień pierwszy — Франек
- 1967 — Марсиане / Marsjanie — поручик Шульц
- 1969 — Знаки на дороге / Znaki na drodze — Михал Бель
- 1970 — Правде в глаза / Prawdzie w oczy — Бронек
- 1970 — Пейзаж после битвы / Krajobraz po bitwie — Кароль
- 1971 — Золотой Круг / Złote Koło — капитан Будны
- 1971 — Убийство чёрной овцы / Zabijcie czarną owcę — отчим
- 1971 — Погоня / Gonitwa — учитель
- 1972 — С той стороны тучи / Z tamtej strony tęczy — художник
- 1972 — На краю пропасти / Na krawędzi — Войтек
- 1972 — Мужики / Chłopi (телесериал) — Матеуш
- 1973 — Мужики / Chłopi (фильм) — Матеуш
- 1973 — Не буду тебя любить / Nie będę cię kochać — отец Анки
- 1973 — Майор Хубаль / Hubal — капитан Мацей Каленкевич «Koтвич»
- 1974 — История в красном / Opowieść w czerwieni — капитан Пачковский
- 1974 — Самый важный день жизни / Najważniejszy dzień życia — инженер Марковский
- 1976 — Ночь в большом городе / Noc w wielkim mieście — Юзеф Калиньский
- 1977 — Что то за что то / Coś za coś — Ежи Валевский
- 1978 — Роман Терезы Хеннерт / Romans Teresy Hennert — профессор Латерна
- 1980 — Государственный переворот / Zamach stanu — Войцех Корфанты
- 1980 — Возрождение Польши / Polonia Restituta — Войцех Корфанты
- 1980 — Ничего не мешает / Nic nie stoi na przeszkodzie — Ежи
- 1980 — Королева Бона / Królowa Bona — Самуэль Мациевский, епископ хелмский, королевский секретарь
- 1980 — Дом / Dom (телесериал) — доктор Сергей Казанович
- 1981 — Собственная защита / W obronie własnej — Ежи, партнер Марии
- 1982 — Эпитафия для Барбары Радзивилл / Epitafium dla Barbary Radziwiłłówny — Самуэль Мациевский, епископ хелмский
- 1985 — Государственный переворот / Zamach stanu (телесериал) — Войцех Корфанты

Страдал психическим расстройством, в связи с чем во время обострения заболевания редко снимался в кино. Похоронен в Варшаве на кладбище Старые Повонзки.

## Награды и премии
- Государственная премия ПНР (1955, за фильм «Поколение»)
- Государственная премия ПНР (1955, за фильм «Пятеро с улицы Барской»)
- Золотой Крест заслуги (1955)
- медаль 1000-летия (1967)
- Кавалерский Крест ордена Возрождения Польши (1970)
- медаль 30-летия Народной Польши (1975)
- Приз «Золотой экран» (1977)
- заслуженный деятель культуры (1978)
- медаль 40-летия Народной Польши (1985)
- специальный приз властей города Варшавы (1986)
- Командорский Крест ордена Возрождения Польши (1997).